# Supercopa d'Europa de futbol 2021
La Supercopa d'Europa 2021 fou la 46a edició de la Supercopa de la UEFA, un partit de futbol anual organitzat per la UEFA i disputada pels campions de les dues principals competicions europees de clubs, la Lliga de Campions de la UEFA i la Lliga Europa de la UEFA.
Es jugà al Windsor Park de Belfast, Irlanda del Nord. El títol el va guanyar el Chelsea FC, que va guanyar el Vila-real FC a la tanda de penals per 6 a 5, després que el partit acabés en empat a 1.

## Participants
| Equip        | Raó de la classificació                           | Participacions anteriors (la negreta indica que la van guanyar) |
| ------------ | ------------------------------------------------- | --------------------------------------------------------------- |
| Chelsea FC   | Campió de la Lliga de Campions de la UEFA 2020–21 | 1998, 2012, 2013 i 2019                                         |
| Vila-real CF | Campió de la Lliga Europa de la UEFA 2020-2021    | No ha participat anteriorment en aquesta competició             |

## Partit

### Detalls
| Chelsea FC                                                            | 1 - 1   | Vila-real CF                                               |
| --------------------------------------------------------------------- | ------- | ---------------------------------------------------------- |
| Ziyech 34'                                                            | Informe | 73' Moreno                                                 |
| Tanda de penals                                                       |         |                                                            |
| Havertz · Azpilicueta · Alonso · Mount · Jorginho · Pulisic · Rüdiger | 6 - 5   | Moreno · Mandi · Estupiñán · Gómez · Raba · Foyth · Albiol |

| Supercopa d'Europa 2021 |
| ----------------------- |
| Anglaterra              |
| Chelsea FC Segon títol  |